# Лядівська сільська рада
Лядівська сільська рада (біл. Лядзенскі сельсавет) — адміністративно-територіальна одиниця в складі Червенського району розташована в Мінській області Білорусі. Адміністративний центр — Ляди.
Лядівська сільська рада розташована в центральній частині Білорусі, і в центрі Мінської області орієнтовне розташування — супутникові знимки [Архівовано 1 лютого 2018 у Wayback Machine.], на південний схід від районного центру — Червеня.
До складу сільради входять 40 населених пунктів:
- Олександрівка • Баранівка • Березівка 1 • Березівка 2 • Велика Ганута • Великопілля • Гірки • Горківськая Слобода • Городок • Дубники • Забір'я • Задобриччя • Зенонпілля • Климів Лог • Кобзевичі • Колеїна • Червона Слобода • Луч • Луччя • Ляди • Мала Ганута • Малинівка • Маріямпіль • Матусівка • Мєховка • Мощалино • Новий Будків • Осове • Перунів Міст • Петрівка • Печище • Плетевище • Підосинівка • Підрубіж • Полянка • Річки • Соснівщина • Старі Дороги • Тадуличі • Язівки.